# Tour der südafrikanischen Rugby-Union-Nationalmannschaft nach Europa und in die USA 2001
| Tour der Springboks nach Europa und in die USA 2001 | Tour der Springboks nach Europa und in die USA 2001 | Tour der Springboks nach Europa und in die USA 2001 | Tour der Springboks nach Europa und in die USA 2001 | Tour der Springboks nach Europa und in die USA 2001 |
| Übersicht                                           | S                                                   | G                                                   | U                                                   | N                                                   |
| --------------------------------------------------- | --------------------------------------------------- | --------------------------------------------------- | --------------------------------------------------- | --------------------------------------------------- |
| Test Matches                                        | 4                                                   | 2                                                   | 0                                                   | 2                                                   |
| Sonstige Spiele                                     | 0                                                   | 0                                                   | 0                                                   | 0                                                   |
| Gesamt                                              | 4                                                   | 2                                                   | 0                                                   | 2                                                   |
|                                                     |                                                     |                                                     |                                                     |                                                     |
| England                                             | 1                                                   | 0                                                   | 0                                                   | 1                                                   |
| Frankreich                                          | 1                                                   | 0                                                   | 0                                                   | 1                                                   |
| Italien                                             | 1                                                   | 1                                                   | 0                                                   | 0                                                   |
| Vereinigte Staaten                                  | 1                                                   | 1                                                   | 0                                                   | 0                                                   |

Die Tour der südafrikanischen Rugby-Union-Nationalmannschaft nach Europa und in die USA 2001 umfasste eine Reihe von Freundschaftsspielen der Springboks, der Nationalmannschaft Südafrikas in der Sportart Rugby Union. Das Team reiste im November und Dezember 2001 durch England, Frankreich, Italien und die Vereinigten Staaten. Dort bestritt es vier Test Matches gegen die jeweiligen Nationalmannschaften. Es handelte sich um die letzte Tour der Springboks im traditionellen Sinne; an ihre Stelle traten die Mid-year Internationals und End-of-year Internationals.

## Spielplan
- Hintergrundfarbe grün = Sieg
- Hintergrundfarbe rot = Niederlage

(Test Matches sind grau unterlegt; Ergebnisse aus der Sicht Südafrikas)
| # | Datum             | Gegner             | Ort         | Stadion               | Ergebnis |
| - | ----------------- | ------------------ | ----------- | --------------------- | -------- |
| 1 | 10. November 2001 | Frankreich         | Saint-Denis | Stade de France       | 10:20    |
| 2 | 17. November 2001 | Italien            | Genua       | Stadio Luigi Ferraris | 54:26    |
| 3 | 24. November 2001 | England            | London      | Twickenham Stadium    | 9:29     |
| 4 | 01. Dezember 2001 | Vereinigte Staaten | Houston     | Robertson Stadium     | 43:23    |

## Test Matches
| 10. November 2001 20:45 MEZ | Frankreich                                      | 20 : 10       | Südafrika                                                            | Stade de France, Saint-Denis Zuschauer: 80.000 Schiedsrichter: Alan Lewis (Irland) |
| 10. November 2001 20:45 MEZ | Versuche: Ibañez Straftritte: Gelez (4) Traille | (9:3) Bericht | Versuche: Rossouw Erhöhungen: van Straaten Straftritte: van Straaten | Stade de France, Saint-Denis Zuschauer: 80.000 Schiedsrichter: Alan Lewis (Irland) |

Aufstellungen:
- Frankreich: David Auradou, David Bory, Jean-Jacques Crenca, Pieter de Villiers, Fabien Galthié , François Gelez, Raphaël Ibañez, Olivier Magne, Tony Marsh, Francis Ntamack, Clément Poitrenaud, Thibault Privat, Aurélien Rougerie, Patrick Tabacco, Damien Traille 
 Auswechselspieler: Serge Betsen, Yannick Bru, Christophe Dominici, Nicolas Jeanjean, Frédéric Michalak, Lionel Nallet, Jean-Baptiste Poux
- Südafrika: Mark Andrews, Trevor Halstead, Conrad Jantjes, Ollie le Roux, Victor Matfield, Breyton Paulse, Pieter Rossouw, Bobby Skinstad , André Snyman, Lukas van Biljon, Joost van der Westhuizen, Braam van Straaten, AJ Venter, Cobus Visagie, André Vos 
 Auswechselspieler: Neil de Kock, Willie Meyer, Percy Montgomery, John Smit, Albert van der Linde, Joe van Niekerk, André Venter

| 17. November 2001 16:00 MEZ | Italien | 26 : 54         | Südafrika | Stadio Luigi Ferraris, Genua Zuschauer: 25.000 Schiedsrichter: Wayne Erickson (Australien) |
| 17. November 2001 16:00 MEZ | Versuche: Benatti Domínguez Erhöhungen: Domínguez Mazzariol Straftritte: Domínguez (3) Dropgoals: Domínguez | (12:21) Bericht | Versuche: Hall Halstead (2) Matfield Meyer Skinstad Smit van der Westhuizen Erhöhungen: Koen (2) van Straaten (5) | Stadio Luigi Ferraris, Genua Zuschauer: 25.000 Schiedsrichter: Wayne Erickson (Australien) |

Aufstellungen:
- Italien: Mauro Bergamasco, Carlo Checchinato, Denis Dallan, Diego Domínguez, Mark Giacheri, Andrea Lo Cicero, Luca Martin, Alessandro Moscardi , Andrea Muraro, Aaron Persico, Massimiliano Perziano, Walter Pozzebon, Cristian Stoica, Alessandro Troncon, Wim Visser 
 Auswechselspieler: Andrea Benatti, Marco Bortolami, Giampiero de Carli, Francesco Mazzariol, Samuele Pace, Juan Manuel Queirolo, Tino Paoletti
- Südafrika: Dean Hall, Trevor Halstead, Conrad Jantjes, Louis Koen, Ollie le Roux, Victor Matfield, Willie Meyer, Breyton Paulse, Bobby Skinstad , John Smit, Joost van der Westhuizen, Joe van Niekerk, Braam van Straaten, AJ Venter, André Vos 
 Auswechselspieler: Deon de Kock, Adrian Jacobs, Percy Montgomery, Corné Krige, Lukas van Biljon, André Venter, Cobus Visagie

| 24. November 2001 14:30 WEZ | England                                                    | 29 : 9        | Südafrika                     | Twickenham Stadium, London Zuschauer: 75.000 Schiedsrichter: David McHugh (Irland) |
| 24. November 2001 14:30 WEZ | Versuche: Luger Straftritte: Wilkinson (7) Dropgoals: Catt | (9:6) Bericht | Straftritte: van Straaten (3) | Twickenham Stadium, London Zuschauer: 75.000 Schiedsrichter: David McHugh (Irland) |

Aufstellungen:
- England: Neil Back, Kyran Bracken, Mike Catt, Will Greenwood, Danny Grewcock, Austin Healey, Richard Hill, Martin Johnson , Dan Luger, Jason Robinson, Graham Rowntree, Phil Vickery, Dorian West, Jonny Wilkinson, Joe Worsley 
 Auswechselspieler: Ben Cohen, Charlie Hodgson, Ben Kay, Jason Leonard, Lewis Moody, Mark Regan, Mike Tindall
- Südafrika: Mark Andrews, Dean Hall, Trevor Halstead, Conrad Jantjes, Louis Koen, Ollie le Roux, Victor Matfield, Willie Meyer, Breyton Paulse, Bobby Skinstad , John Smit, Joost van der Westhuizen, Braam van Straaten, AJ Venter, André Vos 
 Auswechselspieler: Deon de Kock, Percy Montgomery, Corné Krige, André Snyman, Lukas van Biljon, André Venter, Cobus Visagie

| 1. Dezember 2001 14:00 CST | Vereinigte Staaten                                             | 20 : 43         | Südafrika                                                                                | Robertson Stadium, Houston Zuschauer: 13.000 Schiedsrichter: Didier Mené (Frankreich) |
| 1. Dezember 2001 14:00 CST | Versuche: MacDonald Straftritte: Wilfley (4) Dropgoals: Keyter | (15:22) Bericht | Versuche: Hall Jantjes (2) Rossouw van Biljon Vos Erhöhungen: Koen (5) Straftritte: Koen | Robertson Stadium, Houston Zuschauer: 13.000 Schiedsrichter: Didier Mené (Frankreich) |

Aufstellungen:
- USA: Kevin Dalzell, Phillip Eloff, Juan Grobler, Luke Gross, Dave Hodges , Jason Keyter, Kirk Khasigian, Dan Lyle, Mike MacDonald, Jone Naqica, Eric Reed, Kort Schubert, Kurt Shuman, Paul Still, Link Wilfley 
 Auswechselspieler: Dan Anderson, Dan Dorsey, Olo Fifita, Kimball Kjar, Andy McGarry, Brian Surgener, Mose Timoteo
- Südafrika: Deon de Kock, Dean Hall, Adrian Jacobs, Conrad Jantjes, Louis Koen, Victor Matfield, Pieter Rossouw, Lawrence Sephaka, André Snyman, Lukas van Biljon, Albert van den Berg, Joe van Niekerk, AJ Venter, Cobus Visagie, André Vos  
 Auswechselspieler: De Wet Barry, Trevor Halstead, Ollie le Roux, Willie Meyer, John Smit, Joost van der Westhuizen, André Venter

## Tour von Südafrika A
Im selben Zeitraum fand auch die Tour der Nachwuchsmannschaft Südafrika A durch Europa statt.
| # | Datum             | Gegner              | Ort       | Stadion                | Ergebnis |
| - | ----------------- | ------------------- | --------- | ---------------------- | -------- |
| 1 | 14. November 2001 | Frankreich A        | Tarbes    | Stade Maurice-Trélut   | 23:36    |
| 2 | 18. November 2001 | Georgien            | Tiflis    | Micheil-Meschi-Stadion | 31:17    |
| 3 | 21. November 2001 | England Division XV | Worcester | Sixways Stadium        | 33:9     |
| 4 | 24. November 2001 | Spanien             | Sevilla   |                        | 28:13    |